# Boxe nos Jogos Pan-Americanos de 2023 - Até 92 kg masculino
A competição da categoria até 92 kg masculino  do boxe nos Jogos Pan-Americanos de 2023 em Santiago, Chile, foi realizada de 20 a 27 de outubro no Centro de Treinamento Olímpico. Um total de 11 boxeadores de 11 CONs competiram.
Os dois finalistas se classificaram aos Jogos Olímpicos de Verão de 2024 em Paris, França.

## Qualificação
Houve uma cota de 130 boxeadores para a competição (10 por categoria). O país-sede (Chile) recebeu vagas automáticas para todos os eventos. O restante das vagas foram concedidas através de diversos torneios qualificatórios. Todavia, o Comitê Olímpico Internacional decidiu posteriormente que a competição seria um evento de registro aberto, o que significava que um CON poderia inscrever um boxeador diretamente no torneio.

## Formato da competição
Como todos os eventos pan-americanos de boxe, a competição é um torneio direto de eliminação. Ambos os perdedores da semifinal recebem medalhas de bronze, então nenhum boxeador compete novamente após a primeira derrota. Os combates consistem em um sistema de pontuação em 3 rounds, onde o vencedor de cada round deve receber 10 pontos e o perdedor uma quantidade menor. Cinco juízes avaliam cada luta. O vencedor será o boxeador que mais marcou no final da partida.

## Medalhistas
| Ouro   | CUB Julio César La Cruz              |
| Prata  | BRA Keno Machado                     |
| Bronze | CAN Bryan Colwell ECU Julio Castillo |

## Resultados
Os pugilistas se enfrentam em lutas eliminatórias até a definição dos medalhistas. Os perdedores das semifinais conquistam automaticamente as medalhas de bronze.
|  | Oitavas de final        | Oitavas de final        | Oitavas de final |  |  | Quartas de final        | Quartas de final        | Quartas de final   |   |                         | Semifinais              | Semifinais              | Semifinais |  |  | Final | Final | Final |
|  |                         |                         |                  |  |  |                         |                         |                    |   |                         |                         |                         |            |  |  |       |       |       |
|  |                         |                         |                  |  |  |                         |                         |                    |   |                         |                         |                         |            |  |  |       |       |       |
|  |                         |                         |                  |  |  | CHI Andrews Salgado     | CHI Andrews Salgado     | 0                  |   |                         |                         |                         |            |  |  |       |       |       |
|  | USA Jamar Talley        | USA Jamar Talley        | 0                |  |  | CUB Julio César La Cruz | CUB Julio César La Cruz | 5                  |   |                         |                         |                         |            |  |  |       |       |       |
|  | CUB Julio César La Cruz | CUB Julio César La Cruz | 5                |  |  |                         |                         |                    |   | CUB Julio César La Cruz | CUB Julio César La Cruz | 4                       |            |  |  |       |       |       |
|  |                         |                         |                  |  |  |                         | ECU Julio Castillo      | ECU Julio Castillo | 1 |                         |                         |                         |            |  |  |       |       |       |
|  |                         |                         |                  |  |  | ECU Julio Castillo      | ECU Julio Castillo      | 5                  |   |                         |                         |                         |            |  |  |       |       |       |
|  |                         |                         |                  |  |  | MEX Rogelio Romero      |                         |                    |   |                         |                         |                         |            |  |  |       |       |       |
|  |                         |                         |                  |  |  |                         |                         |                    |   |                         | CUB Julio César La Cruz | CUB Julio César La Cruz | 4          |  |  |       |       |       |
|  |                         |                         |                  |  |  |                         | BRA Keno Machado        | BRA Keno Machado   | 1 |                         |                         |                         |            |  |  |       |       |       |
|  |                         |                         |                  |  |  | BRA Keno Machado        | BRA Keno Machado        | 5                  |   |                         |                         |                         |            |  |  |       |       |       |
|  | COL Marlon Hurtado      | COL Marlon Hurtado      | 5                |  |  | COL Marlon Hurtado      | COL Marlon Hurtado      | 0                  |   |                         |                         |                         |            |  |  |       |       |       |
|  | DOM Daniel Guzmán       | DOM Daniel Guzmán       | 0                |  |  |                         |                         |                    |   | BRA Keno Machado        | BRA Keno Machado        | WO                      |            |  |  |       |       |       |
|  | ANT Yakita Aska         | ANT Yakita Aska         | 4                |  |  |                         | CAN Bryan Colwell       | CAN Bryan Colwell  |   |                         |                         |                         |            |  |  |       |       |       |
|  | GUY Emmanuel Pompey     | GUY Emmanuel Pompey     | 1                |  |  | ANT Yakita Aska         | ANT Yakita Aska         | 2                  |   |                         |                         |                         |            |  |  |       |       |       |
|  |                         |                         |                  |  |  | CAN Bryan Colwell       | CAN Bryan Colwell       | 3                  |   |                         |                         |                         |            |  |  |       |       |       |
|  |                         |                         |                  |  |  |                         |                         |                    |   |                         |                         |                         |            |  |  |       |       |       |